# Minnesota Streetcar Museum
Minnesota Streetcar Museum är ett amerikanskt spårvägsmuseum i förorten Excelsior i Minneapolis i Minnesota. Museet driver två museispårvägar: Como-Harriet Streetcar Line och Excelsior Streetcar Line.
Museum grundades i samband med en omorganisation av Minnesota Transportation Museum 2004–2005. Transportmuseet hade grundats 1962 för att restaurera spårvagnen Twin City Rapid Transit Company nr 1300, vilken hade varit i tjänst hos det lokala kollektivtrafikföretaget fram till 1954, då spårvägsnätet lades ned. Museet vidgade senare sitt intresseområde till diesel- och ånglokomotiv|, bussar, ångbåtar samt byggnader, dokument och fotografier som hade med sådan transportverksamhet att göra.
Minnesota Streetcar Museum övertog ägande och ansvar för transportmuseets två spårvägslinjer. Samtidigt bildades Museum of Lake Minnetonka, vilket övertog ångfartyget Minnehaha, som hade byggts av Twin City Rapid Transit Company 1906.

## Fordon
The Minnesota Streetcar Museum har fem spårvagnar i körbart skick, tre från Twin City Rapid Transit Company och två från Duluth Street Railway Company. 

## Como-Harriet Streetcar Line
Minnesota Transport Museum öppnade trafik på Como-Harriet Streetcar Line 1971, en knappt två kilometer museispårväg mellan Lake Harriet och Lake Calhoun. Tre restaurerade spårvagnar från Twin Cities Rapid Transport Three används och museet har också byggt en kopia av en station från 1900 vid korsningen Queen Avenue/42nd Street.

## Excelsior Streetcar Line
Excelsior Streetcar Line öppnade 1999 i förorten Excelsior, nära Lake Minnetonka. Den använder Duluth Street Railway Company nr 78, som har tagits över från Como-Harriet Streetcar Line, samt från 2004 också Twin City Rapid Transit Company nr 1239. Linjen går på banvallen till tidigare Minneapolis and Saint Louis Railway. 
- Duluth Street Railway Company nr 78 är Minnesota Streetcar Museums äldsta spårvagn. Den tillverkades av LaClede Car Company i Saint Louis, Missouri 1893 och är en första generationens elspårvagn, till utseendet lik de hästspårvagnar som den ersatte.
- Twin City Rapid Transit Company nr 1239 tillverkades av spårvägsbolagets egen verkstad i Minneapolis 1907.